# Pavonia (plante)
Pour les articles homonymes, voir Pavonia.
Genre
Synonymes
- Asterochlaena Garcke
- Blanchetiastrum Hassl.
- Cancellaria (DC.) Mattei
- Codonochlamys Ulbr.
- Goethea Nees
- Lass Adans.
- Lopimia Mart.
- Malache Vogel
- Pseudopavonia Hassl.
- Pteropavonia Mattei
- Thorntonia Rchb.
- Triplochlamys Ulbr. [1]

Pavonia est un genre de plantes à fleurs de la famille des mauves, les Malvacées. Le nom générique honore le botaniste espagnol José Antonio Pavón Jiménez (1754-1844).
Plusieurs espèces sont connues sous des noms communs de guimauve.

## Quelques espèces
Noms de quelques espèces acceptées, parmi plus de 250 espèces (référence: The Plant List)
- Pavonia arabica Hochst. & Steud. ex Boiss.

- Pavonia burchellii (DC.) R. A. Dyer
- Pavonia fruticosa (Mill.) Fawc. Et Rendle – anamu
- Pavonia hastata Cav. – guimauve à feuilles lancéolées
- Pavonia lasiopetala Scheele – guimauve du Texas, Wright pavonia
- Pavonia multiflora A.St.-Hil..
- Pavonia odorata Willd.
- Pavonia paludicola Nicolson ex Fryxell –
- Pavonia paniculata Cav.  –
- Pavonia rosengurttii Krapov. Et Cristóbal
- Pavonia spinifex (L.) Cav.  –
- Pavonia strictiflora (Hooker.) Fryxell
- Pavonia urens Cav. [5],[6]

### Espèce anciennement placée dans ce genre
- Hibiscus platanifolius (Willd.) Sweet (comme P. platanifolia Willd.)[5]

### Hybride
Pavonia ×gledhillii Cheek, 1989 (Pavonia makoyana × Pavonia multiflora)

## Galerie

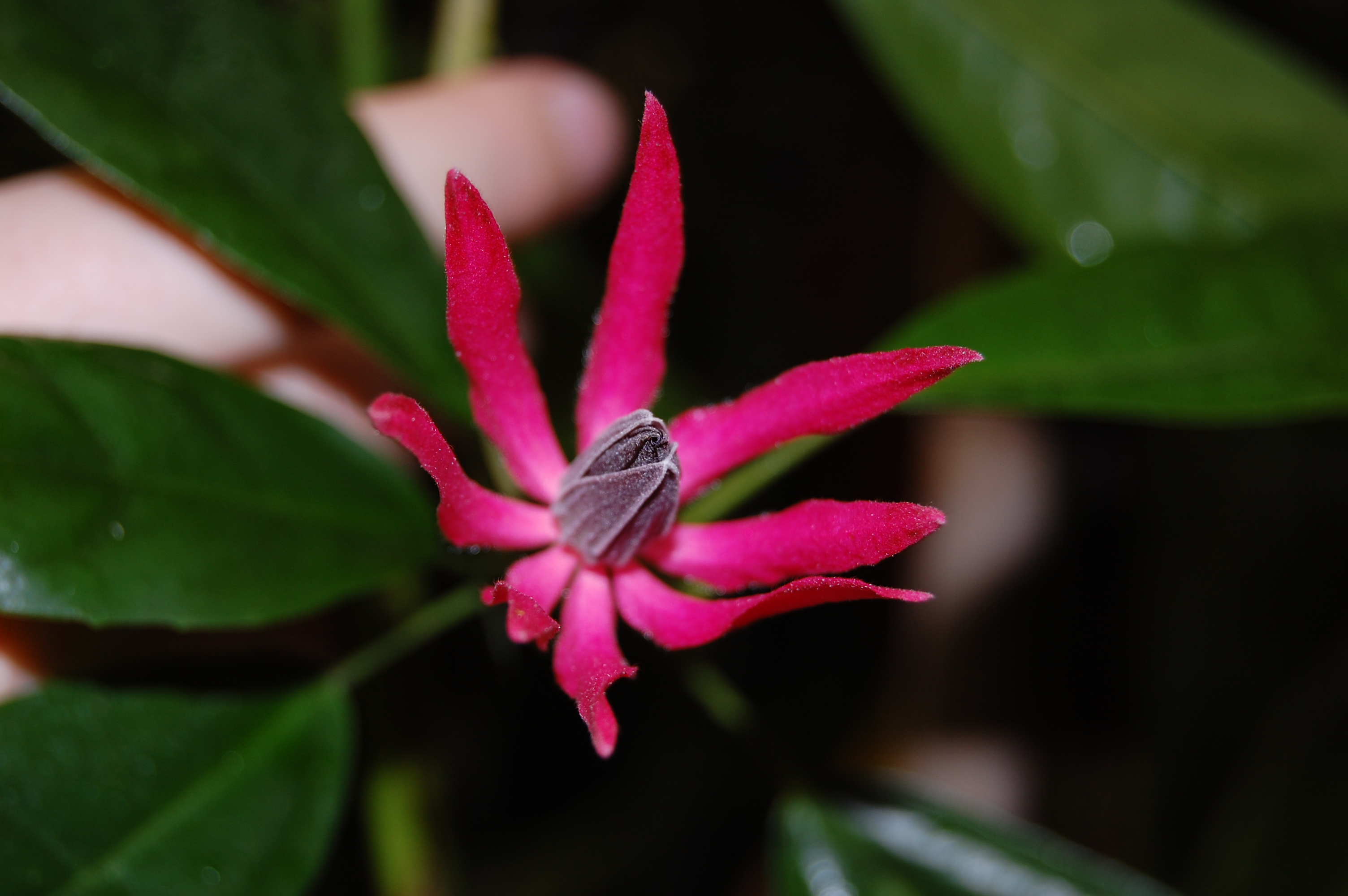
Pavonia intermedia
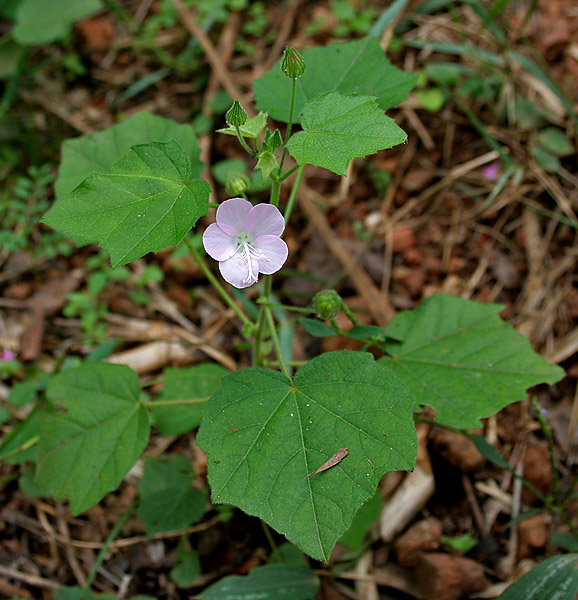
Pavonia odorata
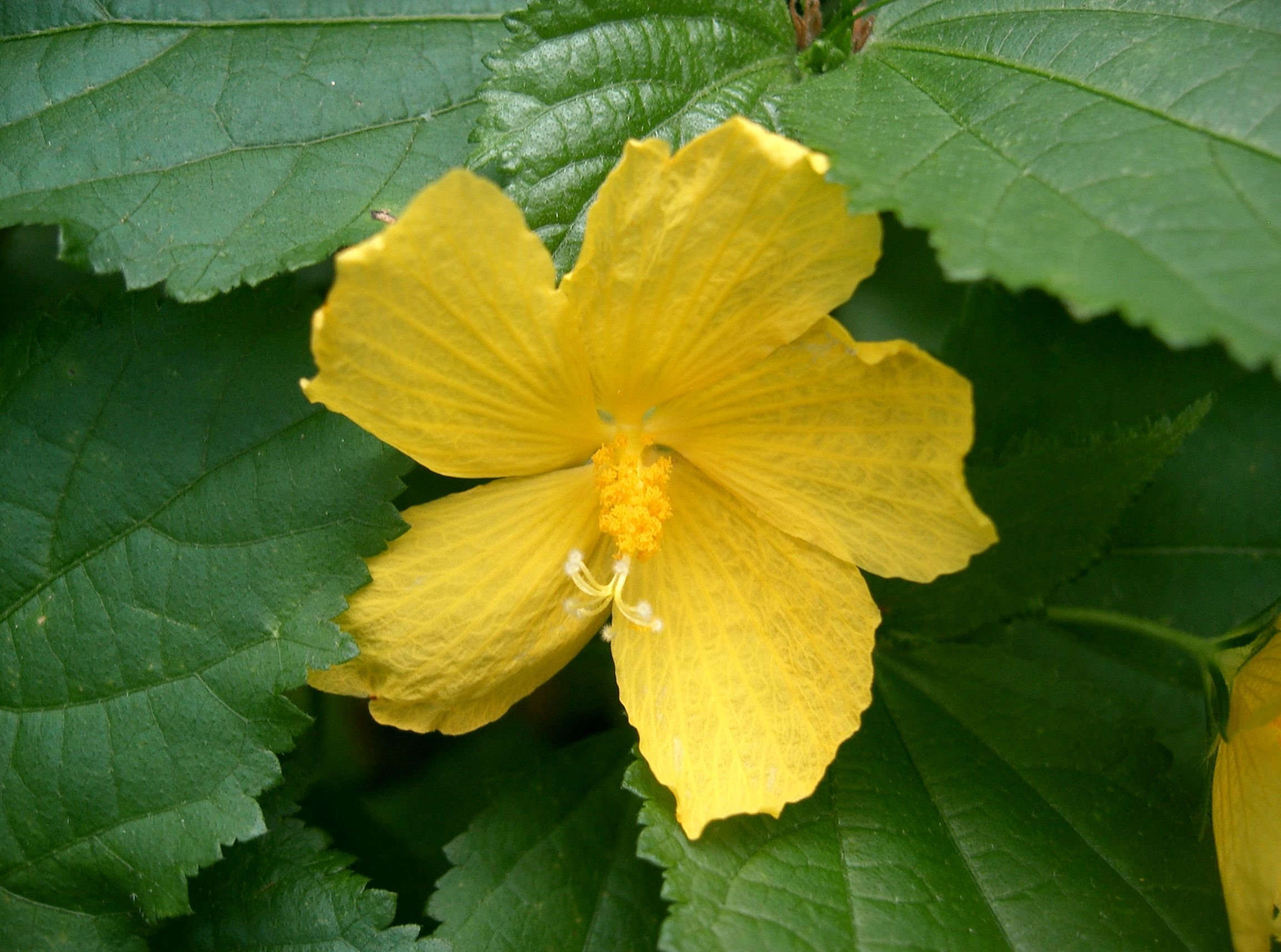
Pavonia spinifex
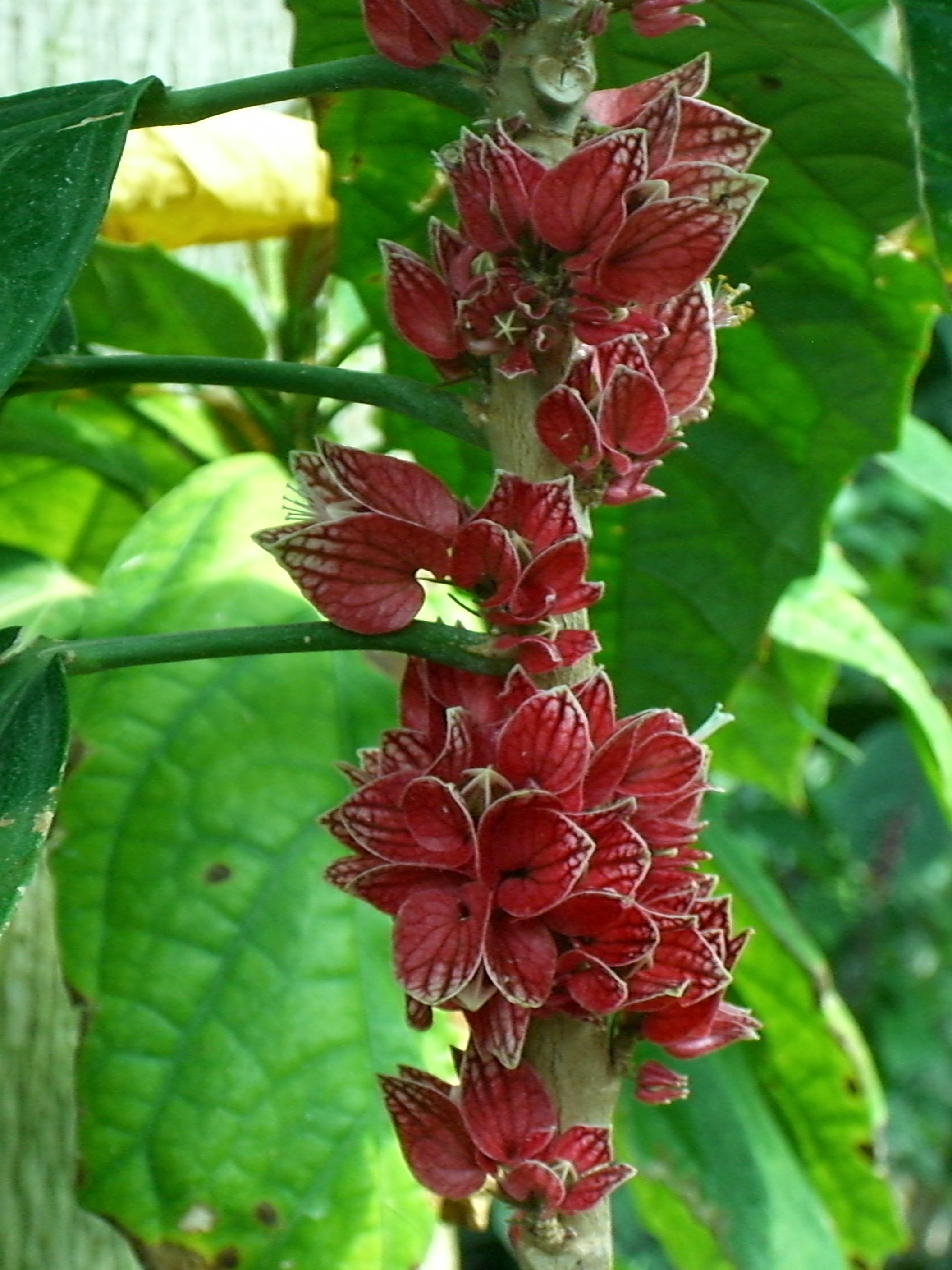
Pavonia strictiflora
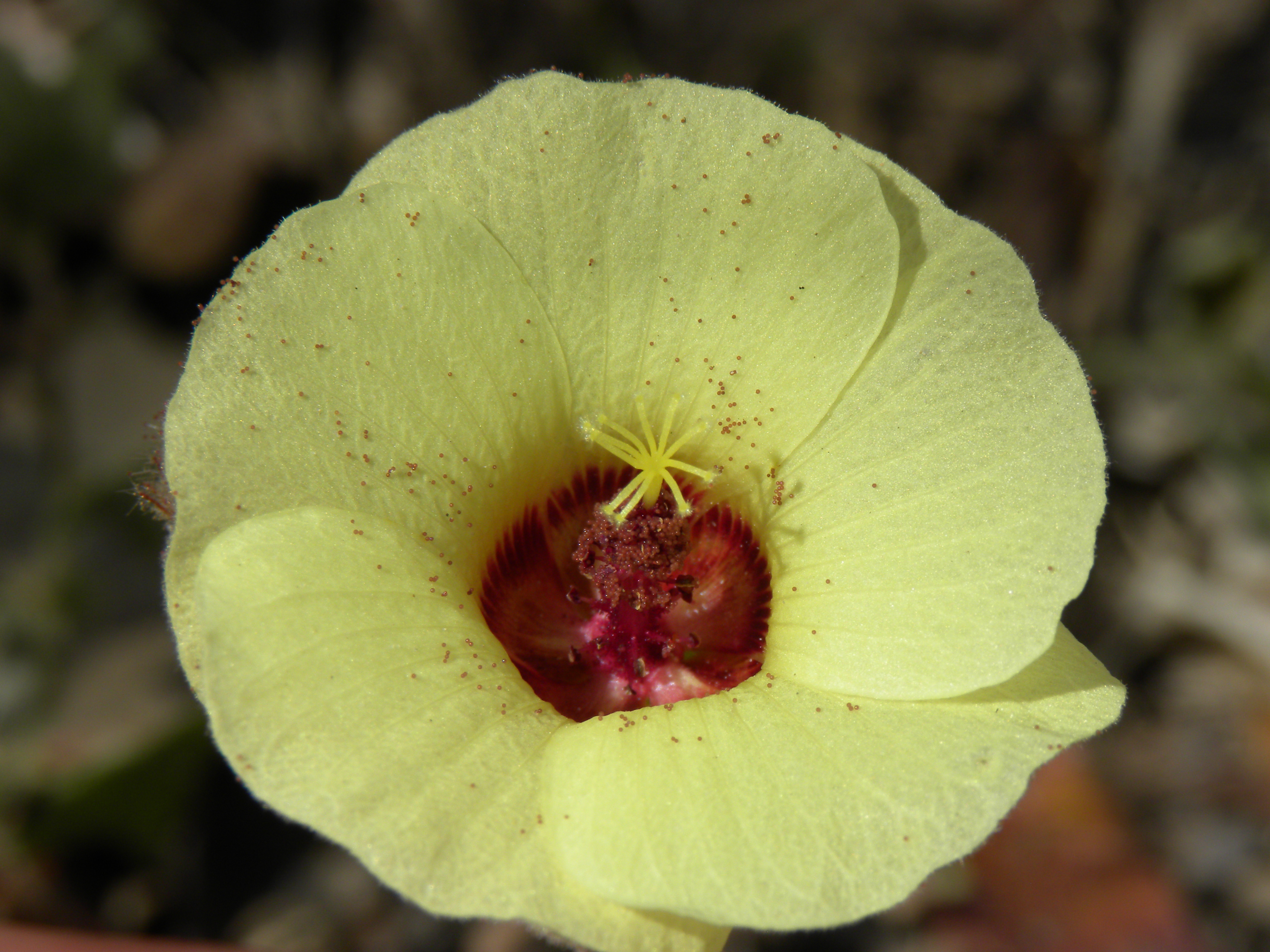
Pavonia cancellata